# Uniwersytet Kardynała Stefana Wyszyńskiego w Warszawie
Uniwersytet Kardynała Stefana Wyszyńskiego w Warszawie (UKSW) (łac. Universitas Cardinalis Stephani Wyszyński Varsoviae) – polski uniwersytet państwowy powstały na bazie Akademii Teologii Katolickiej w Warszawie. UKSW jest publiczną uczelnią, która daje możliwość kształcenia w różnych dziedzinach nauki: od kierunków humanistyczno-społecznych po ścisłe, przyrodnicze, a od 2019 roku także medyczne.
Uniwersytet posiada 12 wydziałów zlokalizowanych w dwóch kampusach w warszawskiej dzielnicy Bielany: przy ulicach Dewajtis oraz Wóycickiego. Studenci mają do wyboru ponad 40 kierunków studiów, w tym m.in. kierunek lekarski, psychologię, prawo, dziennikarstwo, inżynierię środowiska, filologię włoską lub ekonomię.
W ostatnich latach uniwersytet przekształca się w centrum naukowo-badawcze. W 2016 na kampusie przy ul. Wóycickiego powstało Mazowieckie Centrum Laboratoryjne Nauk Przyrodniczych UKSW. Zajęcia praktyczne dla studentów nauk ścisłych i medycznych odbywają się w kilkudziesięciu laboratoriach badawczych oraz salach do pracy koncepcyjnej. Uniwersytet dysponuje także m.in. halą sportową, studiem radiowo-telewizyjnym oraz symulatorem samochodu osobowego do badań w Instytucie Psychologii.
W 2019 uzyskał wyróżnienie Komisji Europejskiej „HR Excellence in Research”, potwierdzające przestrzeganie zasad Europejskiej Karty Naukowca. Wydziały uczelni znajdują się pod nadzorem Ministra Nauki i Szkolnictwa Wyższego, nad czterema z nich (Teologicznym, Filozofii Chrześcijańskiej, Prawa Kanonicznego oraz Studiów nad Rodziną) dodatkowy nadzór sprawują władze kościelne.

## Historia

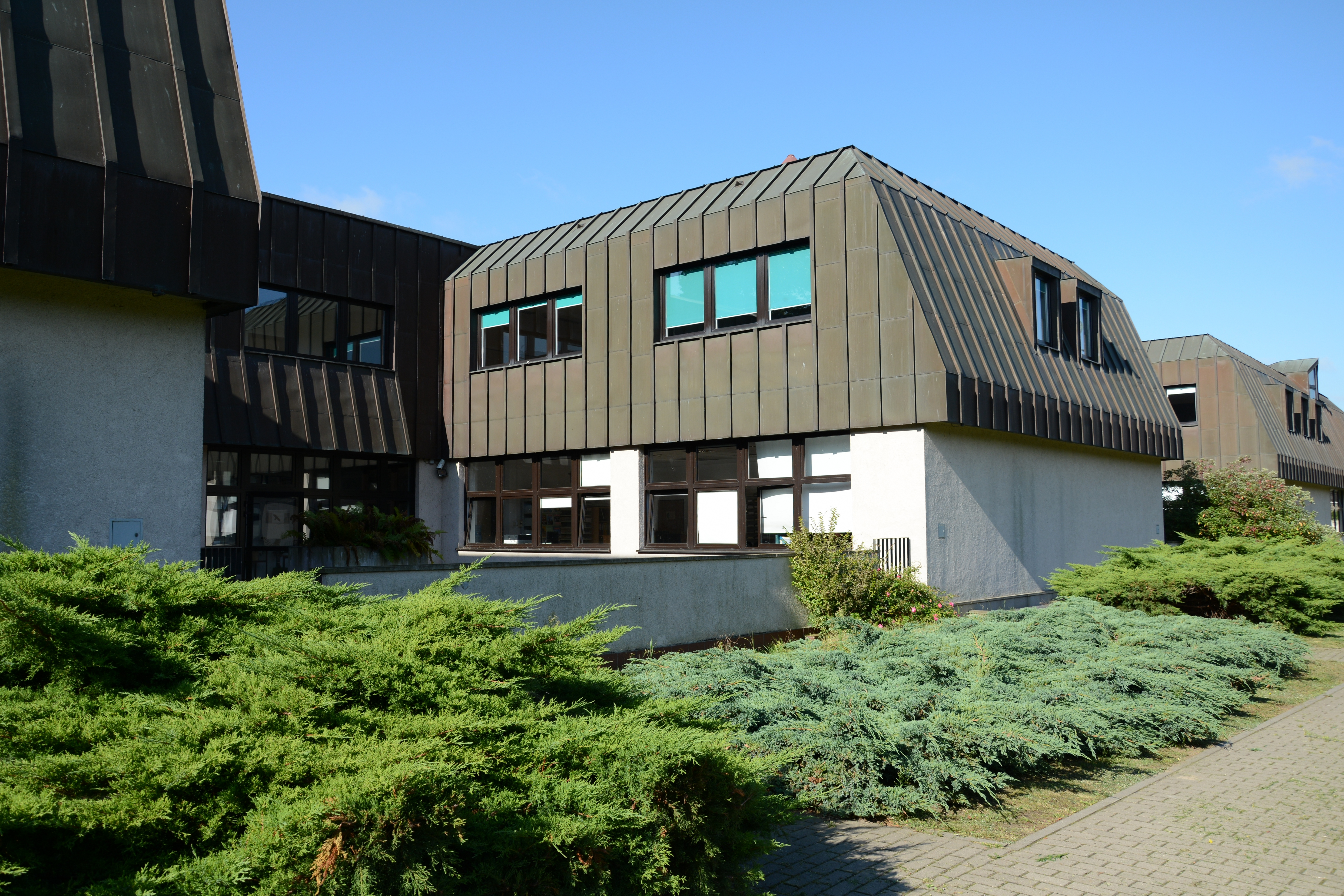
Biblioteka Główna UKSW – kampus Dewajtis

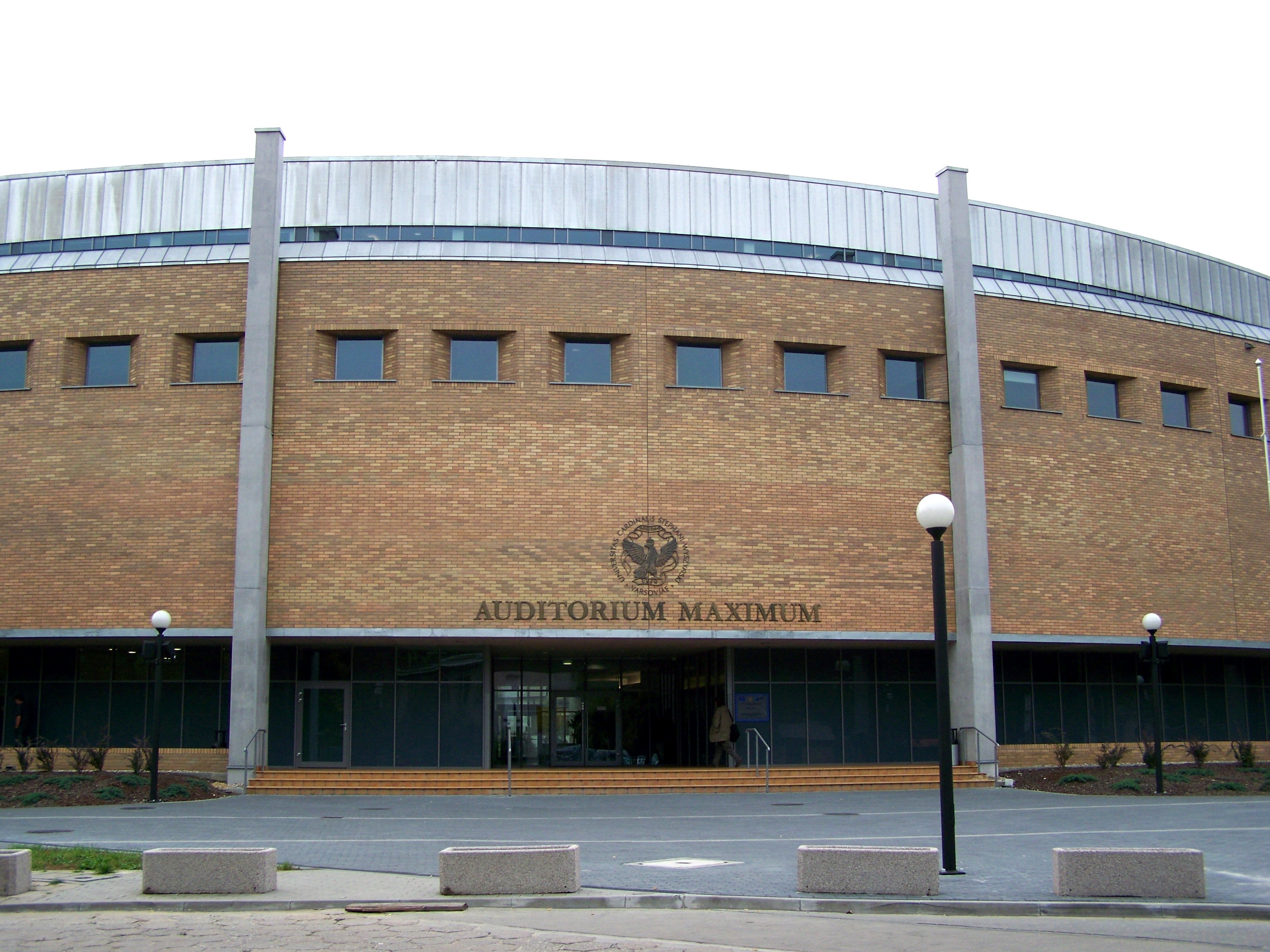
Auditorium Maximum na Młocinach przy ulicy Wóycickiego 1/3 (bud. 21) – kampus Wóycickiego

W 1954 zlikwidowano Wydział Teologii Katolickiej Uniwersytetu Warszawskiego oraz Wydział Teologiczny Uniwersytetu Jagiellońskiego. Zostały one przekształcone w Akademię Teologii Katolickiej (ATK), natomiast usunięty z UW Wydział Teologii Ewangelickiej stał się podstawą utworzenia wielowyznaniowej Chrześcijańskiej Akademii Teologicznej w Warszawie (ChAT). W tym samym roku z klasztoru pokamedulskiego znajdującego się na terenie warszawskich Bielan zostali wysiedleni marianie, a nowo powstałej ATK został przyznany opuszczony klasztor.
Akademia Teologii Katolickiej była uczelnią państwową, utworzoną decyzją ówczesnej Rady Ministrów. Ponieważ zgodnie z prawem kanonicznym wydziały teologiczne powinny być utworzone lub zatwierdzone przez Stolicę Apostolską, powstanie nowej uczelni zostało źle przyjęte przez środowisko kościelne. Prymas Stefan Wyszyński, ówczesny arcybiskup warszawski, w latach 1953–1956 przebywał w areszcie. Po odzyskaniu wolności nie zaakceptował uczelni od razu. Dopiero od 1960, za zgodą Stolicy Apostolskiej, respektował Akademię i uważał się za wielkiego kanclerza uczelni. Pełne prawa kościelne Akademia Teologii Katolickiej uzyskała w 1989, stając się odtąd uczelnią jednocześnie państwową i kościelną.
W 1954 w Akademii Teologii Katolickiej zatrudnionych było 60 nauczycieli akademickich. Studiowało w niej 415 studentów. Miała ona trzy wydziały: Teologiczny, Prawa Kanonicznego i Filozofii Chrześcijańskiej. Uczelnia była w pełni finansowana przez państwo. Na studia wolno było przyjmować studentów w liczbie ściśle określonej przez władze PRL. W latach osiemdziesiątych XX wieku liczba studentów znacząco wzrosła. W 1987 z części Wydziału Teologicznego został utworzony Wydział Kościelnych Nauk Historycznych i Społecznych.
Dalszy rozwój uczelni nastąpił w latach dziewięćdziesiątych: zwiększyła się liczba profesorów i studentów, otwarto nowe kierunki studiów. Zmiany na uczelni umożliwiły przekształcenie jej w uniwersytet. Nastąpiło to 3 września 1999. Uniwersytet otrzymał imię kardynała Stefana Wyszyńskiego.

## Baza akademicka
UKSW prowadzi zajęcia w dwóch głównych kampusach: przy ul. Dewajtis 5 na Bielanach – kampus Dewajtis (w Lesie Bielańskim) oraz przy ul. Wóycickiego 1/3 na Młocinach – kampus Wóycickiego im. ks. prof. Ryszarda Rumianka. W pierwszym z nich oprócz sal dydaktycznych mieszczą się Biblioteka Główna oraz siedziba władz uczelni.
Kampus na Młocinach jest rozbudowywany. 14 lutego 2008 roku została otwarta na nim pierwsza część Centrum Edukacji i Badań Interdyscyplinarnych – Auditorium Maximum (budynek nr 21), gdzie znajdują się sale wykładowe, pracownie i stołówka studencka. W lutym 2009 oddany do użytku został budynek nr 23, w którym odbywają się zajęcia wydziałów: Nauk Historycznych i Społecznych, Filozofii Chrześcijańskiej oraz Biologii i Nauk o Środowisku. W 2015 otwarto nowo wybudowane Centrum Laboratoryjne Nauk Przyrodniczych (budynek 24). W 2020 oddano do użytku halę sportową. Trwa budowa siedziby Wydziału Medycznego. Collegium Medicum oraz Multidyscyplinarnego Centrum Badawczego (MCB) w Dziekanowie Leśnym.
Do kampusu przy ul. Wóycickiego można dojechać kilkoma liniami autobusowymi, z czego linią „114” bezpośrednio pod bramę kampusu spod metra Młociny. Do kampusu przy ul. Dewajtis trzeba przejść około 1,1 kilometra od przystanku tramwajowego.

## Władze w kadencji 2024–2028
Źródło:
- Abp. dr. Adrian Galbas - Wielki kanclerz

- ks. prof. dr hab. Ryszard Czekalski – rektor
- dr hab. Anna Fidelus, prof. ucz. – prorektor ds. studenckich i kształcenia
- ks. dr hab. Marek Stokłosa, prof. ucz. – prorektor ds. kadr i projektów
- ks. dr hab. Ryszard Sadowski, prof. ucz. – prorektor ds. nauki i współpracy międzynarodowej
- dr hab. Sebastian Sikorski, prof. ucz. – prorektor ds. promocji i współpracy z otoczeniem

## Rektorzy

### ATK
- 1954–1956 – ks. prof. Jan Czuj
- 1956–1965 – ks. prof. Wincenty Kwiatkowski
- 1965–1972 – ks. prof. Józef Iwanicki
- 1972–1981 – ks. prof. Jan Piotr Stępień
- 1981–1987 – ks. prof. Remigiusz Sobański
- 1987–1990 – ks. prof. Helmut Juros
- 1990–1996 – ks. prof. Jan Łach
- 1996–1999 – ks. prof. Roman Bartnicki

### UKSW
- 1999–2005 – ks. prof. dr hab. Roman Bartnicki
- 2005–2010 – ks. prof. dr hab. Ryszard Rumianek
- 2010–2012 – ks. prof. dr hab. Henryk Skorowski
- 2012–2020 – ks. prof. dr hab. Stanisław Dziekoński
- od 2020 – ks. prof. dr hab. Ryszard Czekalski

## Doktorzy honoris causa

### ATK
- 1982 – kard. Józef Glemp
- 1983 – ks. prof. Josef Georg Ziegler
- 1986 – br. Roger Schütz
- 1989 – ks. prof. Édouard Boné
- 1989 – ks. inf. dr Antoni Liedtke
- 1990 – ks. prof. Lothar Ullrich
- 1990 – o. Józef Maria Bocheński
- 1991 – ks. abp Ignacy Tokarczuk
- 1992 – ks. prof. Norbert Höslinger
- 1992 – kard. Franciszek Macharski
- 1993 – o. Hans Waldenfels S.I.
- 1993 – Henryk Mikołaj Górecki
- 1994 – kard. Jozef Tomko
- 1994 – o. Feliks Bednarski
- 1995 – prof. Alicja Grześkowiak
- 1996 – ks. prof. Gabriel Adrianyi
- 1996 – ks. bp Paul Nordhues
- 1997 – ks. bp Karl Lehmann
- 1997 – prof. Joseph Isensee
- 1998 – kard. Zenon Grocholewski

### UKSW
- 29 maja 2000 – abp Józef Kowalczyk
- 8 października 2001 – kard. Józef Glemp
- 15 grudnia 2001 – Jan Paweł II
- 17 kwietnia 2002 – Roland Hetzer, kardiochirurg
- 28 maja 2002 – kard. Marian Jaworski, metropolita lwowski
- 18 grudnia 2002
  - Krzysztof Skubiszewski
  - Andrzej Stelmachowski
- 18 czerwca 2003 – kard. Angelo Sodano,
- 6 października 2003 – kard. Jan Chryzostom Korec, biskup Nitry na Słowacji
- 29 kwietnia 2004 – kard. Edward Michael Egan
- 23 listopada 2006 – Ferenc Mádl, były prezydent Republiki Węgierskiej
- 9 stycznia 2007 – bp Gerhard Ludwig Müller, biskup Ratyzbony
- 26 kwietnia 2007 – prof. Antoni B. Stępień, filozof
- 28 maja 2007 – bp Antoni Stankiewicz
- 25 lipca 2007 – kard. Adam Kozłowiecki
- 21 lutego 2008 – Ryszard Kaczorowski
- 28 maja 2008 – ks. abp dr Robert Zollitsch, przewodniczący Konferencji Episkopatu Niemiec, Fryburg
- 6 października 2008 – prof. Peter Blaho
- 22 stycznia 2009 – ks. prof. dr hab. Michał Heller
- 26 listopada 2009 – prof. Stefan Sawicki
- 28 stycznia 2010 – bp prof. Tadeusz Płoski
- 28 stycznia 2010 – abp Sławoj Leszek Głódź
- 27 maja 2011 – Hanna Suchocka
- 15 września 2011 – kard. Péter Erdő, prymas Węgier
- 23 lutego 2012 – prof. Andrzej Schinzel
- 1 czerwca 2012 – prof. Jerzy Buzek
- 11 października 2012 – Václav Klaus, prezydent Czech
- 21 lutego 2013 – abp Józef Michalik
- 25 kwietnia 2013 – abp Ján Babjak SJ
- 20 lutego 2014 – prof. Teresa Michałowska[12]
- 20 marca 2014 – ks. prof. Kazimierz Popielski[13]
- 31 stycznia 2017 – prof. Henryk Woźniakowski[14]
- 24 października 2017 – Federico Lombardi[15]
- 22 listopada 2017 – prof. Margaret Archer[16]
- 28 maja 2019 – abp Celestino Migliore[17], nuncjusz apostolski w Rosji
- 25 czerwca 2020 – Bogusław Śliwerski
- 30 czerwca 2021 – prof. Stanisław Grygiel

## Studenci i pracownicy
W roku akademickim 2020/2021 na UKSW studiuje około 10 tysięcy studentów, zatrudnionych jest ok. 800 nauczycieli akademickich. Pracowników zatrudnionych w bibliotece, administracji i obsłudze jest 300.
Na uczelni działa wiele organizacji studenckich, między innymi Samorząd Studentów, Niezależne Zrzeszenie Studentów UKSW, Erasmus Student Network UKSW czy koła naukowe.

## Wydziały i kierunki studiów
Uniwersytet Kardynała Stefana Wyszyńskiego obecnie ma dwanaście wydziałów i ponad czterdzieści kierunków studiów. Są to:
- Wydział Teologiczny:

1. Instytut Nauk Teologicznych: teologia (teologia ogólna, nauczycielsko-katechetyczna, misjologia, coaching i mediacje społeczne, turystyka krajów biblijnych), religioznawstwo
2. Instytut Edukacji Medialnej i Dziennikarstwa: dziennikarstwo i komunikacja społeczna, teologia (edukacja medialna i dziennikarstwo)

- Wydział Prawa Kanonicznego: prawo kanoniczne
- Wydział Filozofii Chrześcijańskiej:

1. Instytut Filozofii: filozofia, philosophy and culture of East-Central Europe
2. Instytut Psychologii: psychologia
3. Centrum Ekologii i Ekofilozofii: ochrona środowiska, sustainability studies

- Wydział Nauk Historycznych:

1. Instytut Archeologii: archeologia, zarządzanie dziedzictwem kulturowym
2. Instytut Historii Sztuki: historia sztuki, ochrona dóbr kultury i środowiska
3. Instytut Historii: historia, historia (historia cywilizacji śródziemnomorskiej)

- Wydział Społeczno-Ekonomiczny:

1. Instytut Nauk o Polityce i Administracji: politologia, europeistyka, bezpieczeństwo wewnętrzne
2. Instytut Socjologii: socjologia, praca socjalna
3. Instytut Ekonomii i Finansów: ekonomia

- Wydział Prawa i Administracji: prawo, administracja, stosunki międzynarodowe, stosunki i prawo międzynarodowe, bezpieczeństwo w gospodarce cyfrowej, człowiek w cyberprzestrzeni[18]
- Wydział Nauk Humanistycznych:

1. Instytut Filologii Polskiej: filologia polska
2. Instytut Filologii Klasycznej i Kulturoznawstwa: filologia klasyczna, filologia włoska, kulturoznawstwo, muzeologia

- Wydział Studiów nad Rodziną: nauki o rodzinie
- Wydział Matematyczno-Przyrodniczy. Szkoła Nauk Ścisłych:

1. Instytut Chemii: chemia
2. Instytut Informatyki: informatyka
3. Instytut Matematyki: matematyka
4. Katedra Fizyki: fizyka

- Wydział Nauk Pedagogicznych: pedagogika i pedagogika specjalna
- Wydział Biologii i Nauk o Środowisku: biologia i inżynieria środowiska
- Wydział Medyczny. Collegium Medicum: kierunek lekarski, pielęgniarstwo